# Władimir Krasnicki
Władimir Dmitrijewicz Krasnicki (ur. 1880 na Ukrainie, zm. 1936) – kapłan Rosyjskiego Kościoła Prawosławnego, jeden z liderów ruchu Żywej Cerkwi.

## Życiorys
Urodził się w rodzinie prawosławnego kapłana na wsi ukraińskiej. Ukończył seminarium duchowne oraz Petersburską Akademię Duchowną. W czasie studiów i po uzyskaniu święceń reprezentował poglądy antysemickie i antysocjalistyczne, uważając tę ideologię za „twór diabelski”. Należał do Związku Narodu Rosyjskiego. Po uzyskaniu święceń został proboszczem w soborze św. Włodzimierza w Petersburgu dzięki małżeństwu z córką poprzedniego proboszcza w tejże parafii. W 1911, z powodu intryg, został jednak przeniesiony do innej, mniej prestiżowej parafii. 
Nie był związany z żadnym ruchem na rzecz reform w Rosyjskim Kościele Prawosławnym, jakie były czynne przed 1917 ani w czasie Soboru Cerkwi Rosyjskiej w latach 1917–1918. Historyk Żywej Cerkwi Lewitin-Krasnow twierdzi, że jego akces do Żywej Cerkwi (najprawdopodobniej w 1922) był efektem karierowiczostwa, choć nie odmawia mu głębokiej wiary. Krasnicki, w odróżnieniu od Aleksandra Wwiedeńskiego czy Aleksandra Bojarskiego, nie był intelektualistą, nie stworzył żadnego tekstu stanowiącej wykładnię poglądów Żywej Cerkwi czy jego własnych koncepcji zmian w Kościele prawosławnym. Jego postulaty ograniczały się do liberalizacji zasad życia monastycznego (atakował przy tym stan zakonny w ogólności) i otwarcie białym duchownym możliwości obejmowania urzędów biskupich przy równoczesnym prawie do małżeństwa. Czynnie współpracował z Czeką, tworzył listy biskupów i kapłanów prawosławnych, których uważał za związanych z kontrrewolucją, kilkakrotnie występował na ich procesach jako główny świadek oskarżenia (m.in. w czasie pokazowego procesu metropolity petersburskiego i gdowskiego Beniamina). Mimo tego w 1922 został wybrany I Protoprezbiterem w Komitecie Centralnym Żywej Cerkwi. 
Jego pozycja spadała jednak szybko, do czego przyczyniła się brutalność Krasnickiego, także w kontaktach z innymi duchownymi działającymi w ruchu odnowicielskim. W 1924 przegrał walkę o wpływy w Żywej Cerkwi ze zwolennikami biskupa Antonina (Granowskiego) i nieoczekiwanie ogłosił swój powrót do Rosyjskiego Kościoła Prawosławnego. Krasnicki usiłował wystąpić jako rzecznik zjednoczenia struktur odnowicielskich z kanonicznym Kościołem, jednak otoczenie patriarchy Tichona zniechęciło patriarchę do prowadzenia z nim rozmów, wskazując na fakt, że Krasnicki stracił już w tym okresie wszystkie wpływy w Żywej Cerkwi. Ostatecznie w 1925 Krasnicki zrezygnował z rywalizacji o pozycję w Kościele i na nowo zaczął pracę duszpasterską. W 1925 redagował wydanie korespondencji ostatniego cara Rosji Mikołaja II i jego żony Aleksandry. Zmarł na zapalenie płuc w 1936. W ostatnich słowach miał prosić Boga o przebaczenie jego działalności w strukturach Żywej Cerkwi. Prosił jednak, by na jego nagrobku umieszczono napis określający go jako wytrwałego rycerza sprawy Chrystusa Zbawiciela. Rodzina nie spełniła jednak tego życzenia i na jego grobie znalazło się jedynie nazwisko.